# Roberto Tucci
Roberto Tucci S.J. (Nàpols, 19 d'abril de 1921 - Roma, 14 d'abril de 2015) fou un cardenal i teòleg de l'Església Catòlica italià. Va ser creat cardenal pel Papa Joan Pau II el 21 de febrer de 2001.

## Biografia
El cardenal Tucci va néixer a Nàpols, Itàlia, el 1921, i ingressà a la Companyia de Jesús l'1 d'octubre de 1936, amb només 15 anys. Estudià els clàssics a la Universitat de Nàpols, on posteriorment rebria un Doctorat en Filosofia. A més té una llicenciatura en Teologia per la Universitat de Lovaina i el doctorat per la Universitat Pontifícia Gregoriana de Roma.
Va ser ordenat prevere el 24 d'agost de 1950. Després de l'ordenació ensenyà a la Facultat de Teologia San Luigi de Nàpols. El 1956 inicià la seva col·laboració amb la revista La Civiltà Cattolica, periòdic de la Companyia de Jesús, de la qual esdevindria director entre 1959 i 1973. Fundà el diari Digest religioso, que posteriorment s'anomenaria Rassegna di Teologia. Posteriorment treballà com a membre de la comissió preparatòria sobre l'apostolat laic del Concili Vaticà II, al qual assistí com a perit amb un paper rellevant en la realització de la Constitució Pastoral Gaudium et spes; a més de ser membre del comitè editorial de la instrucció pastoral conciliar sobre les comunicacions socials "Communio et progressio" en la seva fase final. Va ser consultor del Consell Pontifici per les Comunicacions Socials entre 1965 i 1989.
Serví com a Secretari General de la conferència italiana de la Companyia de Jesús entre 1967 i 1969. També treballà per a Ràdio Vaticana, dirigint-la entre 1985 i 2001. També va ser membre del comitè de directors de la Universitat de Georgetown, Washington, entre 1977 i 1983.
Segons el biògraf papal George Weigel, el Cardenal Tucci va ser durant diversos anys programador dels viatges papals.

### Cardenalat
Va ser creat i proclamat Cardenal diaca de Sant Ignasi de Loiola a Campo Marzio al consistori del 21 de febrer de 2001. Va obtenir del Papa Joan Pau II la dispensa a la norma, introduïda per Joan XXIII i inclosa al Codi de Dret Canònic que tots els cardenals havien de ser ordenats a l'episcopat. Aviat va perdre el dret a participar en un conclave papal, quan el 19 d'abril de 2001 complí els 80 anys. El 21 de febrer de 2011, optà a l'orde de cardenal prevere, quan la seva antiga església diaconal va ser elevada al nivell de títol presbiteral.

## Honors
Comandant de l'orde de les Arts i les Lletres
 Cavaller de la Legió d'Honor